# Joachim Kempin
Joachim Kempin (nacido en 1942) es un empresario de origen alemán y vicepresidente senior retirado de Microsoft Corporation. Dirigió durante 15 años la división de Microsoft dedicada a la venta de software operativo a los fabricantes de PC. También es autor de Resolve and Fortitude: Microsoft's "Secret Power Broker" Breaks His Silence.

## Los inicios de la carrera profesional
En 1972, se incorporó a Digital Equipment Corporation (DEC) en Múnich (Alemania) como instructor para impartir clases de programación informática a los clientes. Más tarde dirigió el centro de formación de DEC en Múnich y se convirtió en director de marketing de la división de formación de DEC con sede en Bedford (Massachusetts). Tras una breve estancia en National Semiconductors, se unió al equipo de Apple en París como director de marketing europeo. Más tarde se incorporó a una nueva empresa de software llamada Microsoft y aceptó un puesto de director general para su recién creada filial alemana.

## Microsoft
Al incorporarse, avanzó en la todavía pequeña empresa y fue promovido para dirigir la división de Microsoft que se ocupa de los fabricantes de PC. Con sede en las cercanías de Seattle (Washington), pronto pasó a formar parte del equipo ejecutivo de Microsoft y fue ascendido a Vicepresidente Senior de Microsoft en 1990. En su puesto desarrolló relaciones con los fabricantes de PC de Microsoft y con los socios de distribución de software operativo en todo el mundo. Los periodistas le llamaron "el agente de poder secreto de Microsoft" y el "ejecutor"  de Bill Gates que "blandía la espada de los precios de Microsoft". Describió parte de su trabajo como "golpear fuertemente a los OEMs... con anti-Linux". El Departamento de Justicia se interesó por cómo dirigía su parte de Microsoft y acabó siendo testigo para defender las prácticas comerciales de la empresa durante el juicio antimonopolio de 1998-2002. En 2002 se retiró de la empresa y se incorporó a varios consejos de administración como asesor empresarial, entre ellos el National Bureau of Asian Research.

## Autor
En enero de 2013, Joachim Kempin publicó un controvertido libro en el que relata su paso por Microsoft. El libro ha recibido la atención de los medios de comunicación y Kempin ha criticado abiertamente en la prensa a la actual dirección de Microsoft. En una entrevista de Reuters con Bill Rigby, Kempin dijo: "El consejo de administración de Microsoft es un pato cojo, lo ha sido siempre. Contratan a personas para que les ayuden a administrar la empresa, pero no para que la dirijan. Ese es el problema".
El lanzamiento del libro de Kempin le ha valido entrevistas televisivas en Bloomberg TV y Fox Business.